# Овандо (Монтана)
Овандо (англ. Ovando) — переписна місцевість (CDP) в США, в окрузі Повелл штату Монтана. Населення — 83 особи (2020).

## Географія
Овандо розташоване за координатами 47°0′50″ пн. ш. 113°9′32″ зх. д. / 47.01389° пн. ш. 113.15889° зх. д. (47.013874, -113.158819).  За даними Бюро перепису населення США в 2010 році переписна місцевість мала площу 23,61 км², з яких 23,35 км² — суходіл та 0,26 км² — водойми.

## Демографія
Згідно з переписом 2010 року, у переписній місцевості мешкала 81 особа в 42 домогосподарствах у складі 27 родин. Густота населення становила 3 особи/км².  Було 52 помешкання (2/км²).
Расовий склад населення:
| - 98,8 % — білих |

До двох чи більше рас належало 1,2 %. Частка іспаномовних становила 0,0 % від усіх жителів.
За віковим діапазоном населення розподілялося таким чином: 9,9 % — особи молодші 18 років, 60,5 % — особи у віці 18—64 років, 29,6 % — особи у віці 65 років та старші. Медіана віку мешканця становила 53,8 року. На 100 осіб жіночої статі у переписній місцевості припадало 92,9 чоловіків;  на 100 жінок у віці від 18 років та старших — 92,1 чоловіків також старших 18 років.
Середній дохід на одне домашнє господарство  становив 46 655 доларів США (медіана — 43 750), а середній дохід на одну сім'ю — 45 860 доларів (медіана — 43 542). За межею бідності перебувало 6,2 % осіб, у тому числі 16,7 % дітей у віці до 18 років та 14,3 % осіб у віці 65 років та старших.
Цивільне працевлаштоване населення становило 46 осіб. Основні галузі зайнятості: публічна адміністрація — 17,4 %, виробництво — 13,0 %, будівництво — 13,0 %.